# Mido
Mido, pseudonimo di Abdelamid Hossam Ahmed Hussein (in arabo أحمد حسام‎?; Il Cairo, 23 febbraio 1983), è un allenatore di calcio ed ex calciatore egiziano, di ruolo attaccante.

## Caratteristiche tecniche
Inizia la carriera da ala sinistra, salvo poi adattarsi a prima punta. Attaccante dotato di uno spiccato senso della posizione, si distingueva per tecnica, forza fisica e stacco aereo.
Considerato, in giovane età, una promessa del calcio egiziano, la sua carriera è stata influenzata dal suo temperamento e dallo stile di vita.

## Carriera

### Giocatore

#### Club
Inizia a giocare a calcio all'età di 7 anni, quando viene prelevato dal settore giovanile dello Zamalek. Aggregatosi alla prima squadra all'età di 16 anni, nel 2000 viene tesserato dal Gent, in Belgio. Nel 2001 firma un quinquennale con l'Ajax. Esordisce con i Lancieri l'8 agosto 2001 in Ajax-Celtic (1-3), partita valida per il terzo turno preliminare di Champions League. Uno stile di vita non impeccabile, unito agli screzi con Koeman - dovuti ad episodi controversi da parte dell'egiziano - lo portano ad essere relegato alla squadra riserve. Il rapporto con i Lancieri si incrina il 14 dicembre 2002, quando durante una lite con il compagno Zlatan Ibrahimović, lanciò un paio di forbici contro lo svedese, mancandolo.
Dopo aver trascorso alcuni mesi in Spagna al Celta Vigo, il 13 luglio 2003 passa per 12 milioni di euro al Marsiglia, con cui sottoscrive un contratto di cinque anni. A fine stagione - oscurato dalla presenza in attacco di Drogba - chiederà la cessione. Il 31 agosto 2004 passa alla Roma, firmando un quinquennale da 1,85 milioni di euro a stagione. L'esborso economico effettuato dalla società giallorossa è stato di 6 milioni di euro. Esordisce in Serie A il 19 settembre contro il Messina, subentrando al 61' al posto di Corvia. A Roma fatica ad integrarsi, così il 28 gennaio 2005 passa in prestito per 18 mesi al Tottenham. Nella stagione 2005-2006 in Premiership con gli Spurs colleziona ben 36 presenze, mettendo a segno 13 reti.
Il 29 agosto 2006 Roma e Tottenham si accordano per il trasferimento a titolo definitivo dell'egiziano al club londinese per circa 7 milioni di euro. Una condizione fisica precaria, unita alle divergenze con il tecnico Martin Jol lo relegano ai margini della rosa, a favore di Dimităr Berbatov. Il 16 agosto 2007 si lega per quattro stagioni al Middlesbrough. Complici due infortuni che lo tengono fermo per diversi mesi, conclude l'annata con 2 reti in 17 presenze. Il 3 agosto 2009 torna in Egitto, allo Zamalek. Il calciatore viene ceduto in prestito oneroso (450.000 sterline) con diritto di riscatto fissato a un milione. In ritardo di condizione, in Egitto non riesce ad imporsi e a gennaio le due società si accordano per la rescissione del prestito.

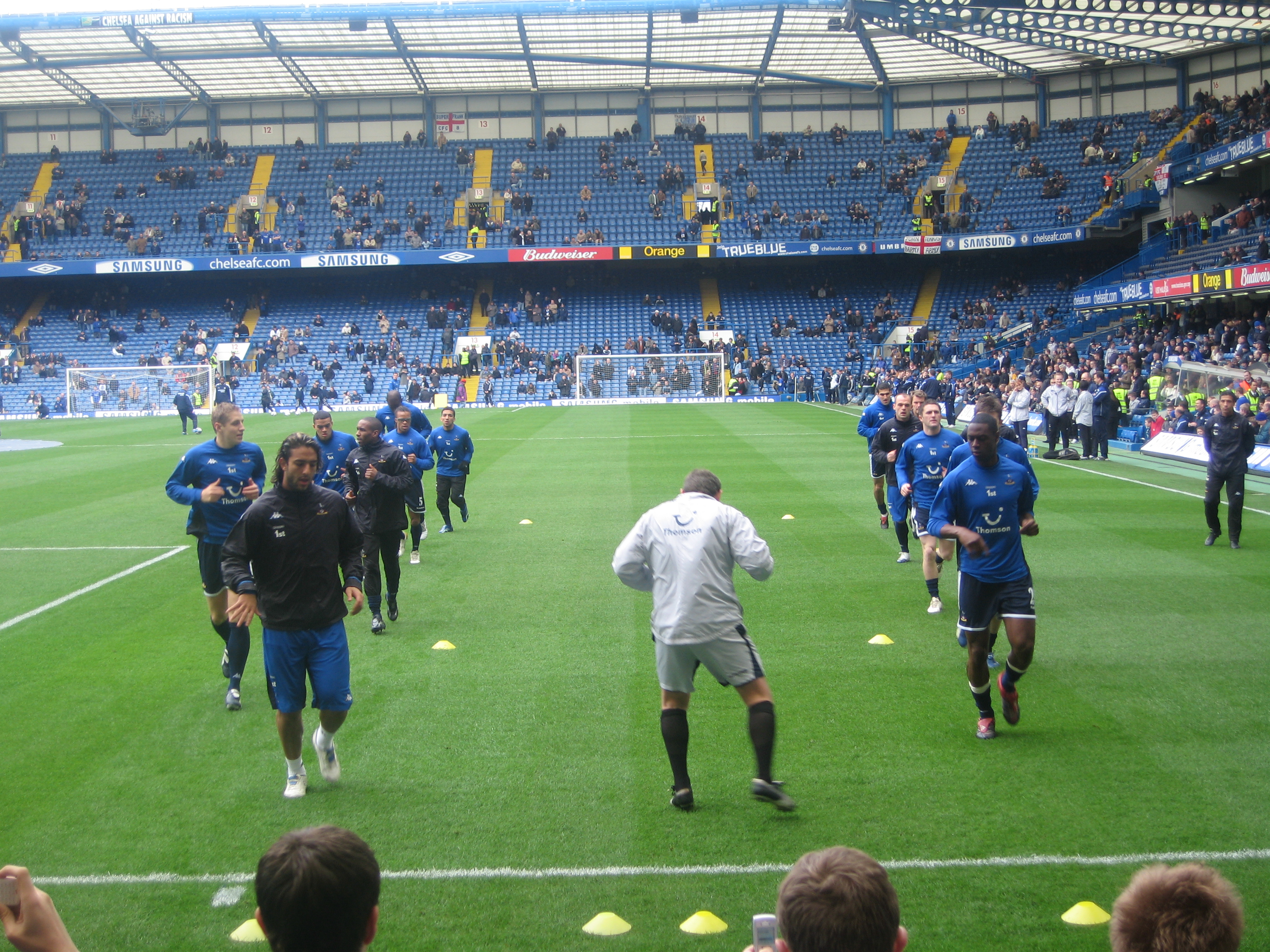
Mido (sulla sinistra) durante il riscaldamento con gli Spurs.

Il 1º febbraio 2010 passa in prestito per quattro mesi al West Ham. L'egiziano pur di legarsi agli Hammers per rilanciarsi decide di decurtarsi lo stipendio al minimo sindacale (1000 sterline a settimana). Il 1º settembre 2010 torna all'Ajax, legandosi alla società olandese per mezzo di un contratto annuale. Con l'arrivo di Frank de Boer sulla panchina dei Lancieri - complice anche la presenza in attacco di El Hamdaoui e Luis Suárez - viene messo ai margini della rosa. Rescisso il contratto con l'Ajax, il 21 gennaio 2011 firma un contratto di tre anni e mezzo con lo Zamalek. A causa di un errore giuridico avvenuto nella transazione del contratto, il trasferimento del calciatore viene bloccato sino ad ottobre.
Il 21 giugno 2012 viene tesserato a parametro zero dal Barnsley, in Championship, con cui sottoscrive un contratto valido per una stagione. Lontano da una condizione fisica ottimale e alle prese con vari problemi fisici, il 31 gennaio 2013 rescinde consensualmente il proprio contratto. L'11 giugno 2013 decide di ritirarsi all'età di 30 anni.

#### Nazionale
Esordisce con la selezione egiziana il 6 gennaio 2001 contro gli Emirati Arabi Uniti, diventando - all'età di 17 anni, 10 mesi e 48 giorni - il calciatore più giovane ad indossare la divisa dei Faraoni. Sua è una delle due reti che consentono agli egiziani di vincere l'incontro.
Nel 2006 viene incluso tra i convocati che parteciperanno alla Coppa d'Africa 2006. L'8 febbraio la stampa ne comunica l'esclusione dalla rosa per sei mesi a seguito di un acceso diverbio con il CT Hassan Shehata.
Il calciatore rimproverava al tecnico la propria sostituzione a favore di Amr Zaki - autore della rete che conduce i Faraoni al successo - nella semifinale giocata contro il Senegal. Di conseguenza si accomoda in tribuna durante la finale con la Costa d'Avorio, salvo poi festeggiare la vittoria in campo insieme ai propri compagni.

### Allenatore
Appesi gli scarpini al chiodo, il 21 gennaio 2014 viene nominato allenatore dello Zamalek, diventando - all'età di 30 anni - il tecnico più giovane nella storia del calcio egiziano. Il 19 luglio stabilisce un altro record, diventando - grazie al successo ottenuto contro lo Smouha - l'allenatore più giovane a vincere la Coppa d'Egitto. Il 29 luglio viene sollevato dall'incarico. Ancora sotto contratto con la società, il 6 agosto viene nominato direttore tecnico del settore giovanile.
Il 14 luglio 2015 sostituisce Tarek Yehia sulla panchina dell'Ismaily. Il 20 dicembre - a causa di alcune divergenze con Hosny Abd Rabo, capitano della squadra - rassegna le proprie dimissioni. Il 3 gennaio 2016 torna a sedersi sulla panchina dello Zamalek, subentrando al posto di Marcos Paquetá. All'indomani della sconfitta subita contro l'Al-Ahly nel Derby del Cairo, viene sollevato dall'incarico.
Dopo aver coperto l'incarico di direttore tecnico per il Lierse (e per il Wadi Degla, in quanto società satellite), il 7 novembre 2016 sostituisce Patrice Carteron sulla panchina del Wadi Degla. Il 3 dicembre 2017 rassegna le proprie dimissioni.
Il 16 dicembre 2018 viene nominato direttore tecnico - coprendo anche il ruolo di tecnico ad interim - dell'Al-Wahda, società saudita. Il 5 gennaio 2019 viene confermato alla guida del club fino al termine della stagione. Viene sollevato dall'incarico il 19 marzo. Il 9 giugno 2019 passa alla guida tecnica del Misr Lel Makasa. Il 22 gennaio 2020 - dopo aver ottenuto 11 punti in 14 gare - viene esonerato.
Il 28 febbraio 2021 viene nominato supervisore tecnico del Pyramids. Il 5 aprile lascia l'incarico. Il 27 dicembre 2022 torna sulla panchina dell'Ismaily.

## Controversie
(Zlatan Ibrahimović, suo ex compagno ai tempi dell'Ajax.)

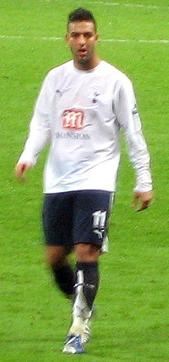
Mido (visibilmente fuori forma) con la divisa degli Spurs.

Mido non si è contraddistinto solo per le capacità tecniche e sportive, ma anche per il suo comportamento al di fuori delle regole, nonché per uno stile di vita non esattamente impeccabile unito ad un carattere estremamente controverso, che ne hanno segnato un rapido declino fino a portarlo al ritiro all'età di soli 30 anni.
L'ex compagno Andy van der Meyde racconterà in seguito nella sua autobiografia che era solito sfidarsi insieme a Ibrahimovic in gare clandestine notturne lungo l'anello autostradale di Amsterdam. Il rapporto con il tecnico Koeman - che lo aveva spedito nella squadra riserve per il pessimo atteggiamento tenuto sul terreno di gioco - si incrina il 14 dicembre 2002, quando in seguito ad una furiosa lite con i compagni, lanciò un paio di forbici contro lo svedese, mancandolo.
Il 6 settembre 2004 il CT Marco Tardelli lo esclude dalla nazionale. Il calciatore aveva declinato la convocazione per un delicato incontro di qualificazione ai Mondiali 2006 con il Camerun per infortunio, salvo poi disputare un'amichevole con la Roma a distanza di 24 ore.
La successiva esclusione di sei mesi imposta dal tecnico Hassan Shehata dopo la semifinale di Coppa d'Africa giocata con il Senegal - dovuta ad un acceso diverbio tra il tecnico e il calciatore, il quale non aveva gradito la propria sostituzione - lo porta ad un lento declino, caratterizzato da persistenti problemi fisici dovuti anche ad una condizione atletica non ottimale, causata da una scorretta alimentazione.

Mantenne un pessimo rapporto anche con Didier Drogba, suo compagno di reparto ai tempi dell'Olympique Marsiglia e che spesso lo relegava in panchina

## Statistiche

### Presenze e reti nei club
Statistiche aggiornate al 30 giugno 2013.
| Stagione             | Club                 | Campionato           | Campionato | Campionato | Coppe nazionali | Coppe nazionali | Coppe nazionali | Coppe continentali | Coppe continentali | Coppe continentali | Supercoppe | Supercoppe | Supercoppe | Totale | Totale |
| Stagione             | Club                 | Comp                 | Pres       | Reti       | Comp            | Pres            | Reti            | Comp               | Pres               | Reti               | Comp       | Pres       | Reti       | Pres   | Reti   |
| -------------------- | -------------------- | -------------------- | ---------- | ---------- | --------------- | --------------- | --------------- | ------------------ | ------------------ | ------------------ | ---------- | ---------- | ---------- | ------ | ------ |
| 1999-2000            | Zamalek              | PL                   | 4          | 3          | CE              | 0               | 0               | CdC                | 1                  | 0                  | -          | -          | -          | 5      | 3      |
| 2000-2001            | Gent                 | D1                   | 21         | 11         | CB              | 0               | 0               | CU                 | 2                  | 0                  | -          | -          | -          | 23     | 11     |
| 2001-2002            | Ajax                 | ED                   | 24         | 12         | CO              | 2               | 1               | UCL+CU             | 2+3                | 0                  | -          | -          | -          | 31     | 13     |
| 2002-mar. 2003       | Ajax                 | ED                   | 16         | 9          | CO              | 1               | 0               | UCL                | 8                  | 0                  | SO         | 1          | 1          | 26     | 10     |
| mar.-giu. 2003       | Celta Vigo           | PD                   | 8          | 4          | CR              | -               | -               | CU                 | -                  | -                  | -          | -          | -          | 8      | 4      |
| 2003-2004            | O. Marsiglia         | L1                   | 22         | 7          | CF+CdL          | 1+0             | 0               | UCL+CU             | 7+4                | 2+0                | -          | -          | -          | 34     | 9      |
| 2004-gen. 2005       | Roma                 | A                    | 8          | 0          | CI              | 1               | 0               | UCL                | 4                  | 0                  | -          | -          | -          | 13     | 0      |
| gen.-giu. 2005       | Tottenham            | PL                   | 9          | 2          | FACup+CdL       | 2+0             | 1               | -                  | -                  | -                  | -          | -          | -          | 11     | 3      |
| 2005-2006            | Tottenham            | PL                   | 27         | 11         | FACup+CdL       | 0               | 0               | -                  | -                  | -                  | -          | -          | -          | 27     | 11     |
| ago. 2006            | Roma                 | A                    | -          | -          | CI              | -               | -               | UCL                | -                  | -                  | SI         | 1          | 0          | 1      | 0      |
| Totale Roma          | Totale Roma          | Totale Roma          | 8          | 0          |                 | 1               | 0               |                    | 4                  | 0                  |            | 1          | 0          | 14     | 0      |
| ago. 2006-2007       | Tottenham            | PL                   | 12         | 1          | FACup+CdL       | 3+4             | 1+3             | CU                 | 4                  | 0                  | -          | -          | -          | 23     | 5      |
| Totale Tottenham     | Totale Tottenham     | Totale Tottenham     | 48         | 14         |                 | 9               | 5               |                    | 4                  | 0                  |            | -          | -          | 61     | 19     |
| 2007-2008            | Middlesbrough        | PL                   | 12         | 2          | FACup+CdL       | 4+1             | 0               | -                  | -                  | -                  | -          | -          | -          | 17     | 2      |
| 2008-gen. 2009       | Middlesbrough        | PL                   | 13         | 4          | FACup+CdL       | 1+1             | 0+1             | -                  | -                  | -                  | -          | -          | -          | 15     | 5      |
| Totale Middlesbrough | Totale Middlesbrough | Totale Middlesbrough | 25         | 6          |                 | 7               | 1               |                    | -                  | -                  |            | -          | -          | 32     | 7      |
| gen.-giu. 2009       | Wigan                | PL                   | 12         | 2          | FACup+CdL       | -               | -               | -                  | -                  | -                  | -          | -          | -          | 12     | 2      |
| 2009-gen. 2010       | Zamalek              | PL                   | 11         | 1          | CE              | 0               | 0               | -                  | -                  | -                  | -          | -          | -          | 11     | 1      |
| gen.-giu. 2010       | West Ham             | PL                   | 9          | 0          | FACup+CdL       | -               | -               | -                  | -                  | -                  | -          | -          | -          | 9      | 0      |
| 2010-gen. 2011       | Ajax                 | ED                   | 5          | 2          | CO              | 1               | 1               | UCL                | 0                  | 0                  | SO         | -          | -          | 6      | 3      |
| Totale Ajax          | Totale Ajax          | Totale Ajax          | 45         | 23         |                 | 4               | 2               |                    | 13                 | 0                  |            | 1          | 1          | 63     | 26     |
| gen.-giu. 2011       | Zamalek              | PL                   | 0          | 0          | CE              | 0               | 0               | CCL                | 0                  | 0                  | -          | -          | -          | 0      | 0      |
| 2011-2012            | Zamalek              | PL                   | 3          | 2          | CE              | 0               | 0               | CCL                | 1                  | 1                  | -          | -          | -          | 4      | 3      |
| Totale Zamalek       | Totale Zamalek       | Totale Zamalek       | 18         | 6          |                 | 0               | 0               |                    | 2                  | 1                  |            | -          | -          | 20     | 7      |
| 2012-2013            | Barnsley             | FLC                  | 1          | 0          | FACup+CdL       | 0               | 0               | -                  | -                  | -                  | -          | -          | -          | 1      | 0      |
| Totale carriera      | Totale carriera      | Totale carriera      | 217        | 73         |                 | 22              | 8               |                    | 36                 | 3                  |            | 2          | 1          | 277    | 85     |

### Cronologia presenze e reti in nazionale
| Cronologia completa delle presenze e delle reti in nazionale ― Egitto | Cronologia completa delle presenze e delle reti in nazionale ― Egitto | Cronologia completa delle presenze e delle reti in nazionale ― Egitto | Cronologia completa delle presenze e delle reti in nazionale ― Egitto | Cronologia completa delle presenze e delle reti in nazionale ― Egitto | Cronologia completa delle presenze e delle reti in nazionale ― Egitto | Cronologia completa delle presenze e delle reti in nazionale ― Egitto | Cronologia completa delle presenze e delle reti in nazionale ― Egitto |
| Data                                                                  | Città                                                                 | In casa                                                               | Risultato                                                             | Ospiti                                                                | Competizione                                                          | Reti                                                                  | Note                                                                  |
| --------------------------------------------------------------------- | --------------------------------------------------------------------- | --------------------------------------------------------------------- | --------------------------------------------------------------------- | --------------------------------------------------------------------- | --------------------------------------------------------------------- | --------------------------------------------------------------------- | --------------------------------------------------------------------- |
| 6-1-2001                                                              | Il Cairo                                                              | Egitto                                                                | 2 – 1                                                                 | Emirati Arabi Uniti                                                   | Amichevole                                                            | 1                                                                     |                                                                       |
| 9-1-2001                                                              | Il Cairo                                                              | Egitto                                                                | 3 – 1                                                                 | Zambia                                                                | Amichevole                                                            | -                                                                     |                                                                       |
| 14-1-2001                                                             | Il Cairo                                                              | Egitto                                                                | 4 – 0                                                                 | Libia                                                                 | Qual. Coppa d'Africa 2002                                             | -                                                                     |                                                                       |
| 23-1-2001                                                             | Ismailia                                                              | Egitto                                                                | 1 – 0                                                                 | Corea del Nord                                                        | Amichevole                                                            | -                                                                     | 46’                                                                   |
| 28-1-2001                                                             | Il Cairo                                                              | Marocco                                                               | 0 – 0                                                                 | Egitto                                                                | Qual. Mondiali 2002                                                   | -                                                                     |                                                                       |
| 24-2-2001                                                             | Windhoek                                                              | Namibia                                                               | 1 – 1                                                                 | Egitto                                                                | Qual. Mondiali 2002                                                   | -                                                                     |                                                                       |
| 11-3-2001                                                             | Il Cairo                                                              | Egitto                                                                | 5 – 2                                                                 | Egitto                                                                | Qual. Mondiali 2002                                                   | -                                                                     | 62’                                                                   |
| 6-5-2001                                                              | Il Cairo                                                              | Egitto                                                                | 1 – 0                                                                 | Senegal                                                               | Qual. Mondiali 2002                                                   | 1                                                                     | 71’                                                                   |
| 3-6-2001                                                              | Il Cairo                                                              | Egitto                                                                | 3 – 2                                                                 | Sudan                                                                 | Qual. Coppa d'Africa 2002                                             | 2                                                                     |                                                                       |
| 10-6-2001                                                             | Nairobi                                                               | Kenya                                                                 | 1 – 1                                                                 | Egitto                                                                | Amichevole                                                            | 1                                                                     |                                                                       |
| 30-6-2001                                                             | Rabat                                                                 | Marocco                                                               | 1 – 0                                                                 | Egitto                                                                | Qual. Mondiali 2002                                                   | -                                                                     | 84’                                                                   |
| 13-7-2001                                                             | Alessandria d'Egitto                                                  | Egitto                                                                | 8 – 2                                                                 | Namibia                                                               | Qual. Mondiali 2002                                                   | -                                                                     | 74’                                                                   |
| 21-7-2001                                                             | Annaba                                                                | Algeria                                                               | 1 – 1                                                                 | Egitto                                                                | Qual. Mondiali 2002                                                   | 1                                                                     | 69’                                                                   |
| 30-12-2001                                                            | Doha                                                                  | Qatar                                                                 | 2 – 2                                                                 | Egitto                                                                | Amichevole                                                            | 1                                                                     |                                                                       |
| 4-1-2002                                                              | Il Cairo                                                              | Egitto                                                                | 2 – 0                                                                 | Ghana                                                                 | Amichevole                                                            | -                                                                     | 76’                                                                   |
| 6-1-2002                                                              | Ismailia                                                              | Egitto                                                                | 1 – 2                                                                 | Mali                                                                  | Amichevole                                                            | 1                                                                     |                                                                       |
| 11-1-2002                                                             | Il Cairo                                                              | Egitto                                                                | 2 – 2                                                                 | Burkina Faso                                                          | Amichevole                                                            | 1                                                                     | 46’                                                                   |
| 20-1-2002                                                             | Bamako                                                                | Egitto                                                                | 0 – 1                                                                 | Senegal                                                               | Coppa d'Africa 2002 - 1º turno                                        | -                                                                     |                                                                       |
| 25-1-2002                                                             | Bamako                                                                | Egitto                                                                | 1 – 0                                                                 | Tunisia                                                               | Coppa d'Africa 2002 - 1º turno                                        | -                                                                     | 36’                                                                   |
| 31-1-2002                                                             | Bamako                                                                | Egitto                                                                | 2 – 1                                                                 | Zambia                                                                | Coppa d'Africa 2002 - 1º turno                                        | 1                                                                     |                                                                       |
| 4-2-2002                                                              | Sikasso                                                               | Camerun                                                               | 1 – 0                                                                 | Egitto                                                                | Coppa d'Africa 2002 - Quarti di finale                                | -                                                                     | 82’                                                                   |
| 20-11-2002                                                            | Tunisi                                                                | Tunisia                                                               | 0 – 0                                                                 | Egitto                                                                | Amichevole                                                            | -                                                                     |                                                                       |
| 12-2-2003                                                             | Il Cairo                                                              | Egitto                                                                | 1 – 4                                                                 | Danimarca                                                             | Amichevole                                                            | -                                                                     |                                                                       |
| 29-3-2003                                                             | Port Louis                                                            | Mauritius                                                             | 0 – 1                                                                 | Egitto                                                                | Qual. Coppa d'Africa 2004                                             | 1                                                                     |                                                                       |
| 30-4-2003                                                             | Saint-Denis                                                           | Francia                                                               | 5 – 0                                                                 | Egitto                                                                | Amichevole                                                            | -                                                                     |                                                                       |
| 8-6-2003                                                              | Porto Said                                                            | Egitto                                                                | 7 – 0                                                                 | Mauritius                                                             | Qual. Coppa d'Africa 2004                                             | 2                                                                     | 65’                                                                   |
| 20-6-2003                                                             | Porto Said                                                            | Egitto                                                                | 6 – 0                                                                 | Madagascar                                                            | Qual. Coppa d'Africa 2004                                             | 1                                                                     |                                                                       |
| 10-10-2003                                                            | Il Cairo                                                              | Egitto                                                                | 1 – 0                                                                 | Senegal                                                               | Amichevole                                                            | 1                                                                     | 25’                                                                   |
| 15-11-2003                                                            | Il Cairo                                                              | Egitto                                                                | 2 – 1                                                                 | Sudafrica                                                             | Amichevole                                                            | 1                                                                     |                                                                       |
| 18-11-2003                                                            | Il Cairo                                                              | Egitto                                                                | 1 – 0                                                                 | Svezia                                                                | Amichevole                                                            | -                                                                     |                                                                       |
| 17-1-2004                                                             | Porto Said                                                            | Egitto                                                                | 1 – 1                                                                 | Burkina Faso                                                          | Amichevole                                                            | -                                                                     | 54’                                                                   |
| 25-1-2004                                                             | Sfax                                                                  | Zimbabwe                                                              | 1 – 2                                                                 | Egitto                                                                | Coppa d'Africa 2004 - 1º turno                                        | -                                                                     |                                                                       |
| 29-1-2004                                                             | Susa                                                                  | Algeria                                                               | 2 – 1                                                                 | Egitto                                                                | Coppa d'Africa 2004 - 1º turno                                        | -                                                                     | 14’                                                                   |
| 3-2-2004                                                              | Monastir                                                              | Camerun                                                               | 0 – 0                                                                 | Egitto                                                                | Coppa d'Africa 2004 - 1º turno                                        | -                                                                     | 34’                                                                   |
| 27-3-2005                                                             | Il Cairo                                                              | Egitto                                                                | 4 – 1                                                                 | Libia                                                                 | Qual. Mondiali 2006                                                   | 1                                                                     | 73’                                                                   |
| 19-6-2005                                                             | Abidjan                                                               | Costa d'Avorio                                                        | 2 – 0                                                                 | Egitto                                                                | Qual. Mondiali 2006                                                   | -                                                                     | 49’                                                                   |
| 17-8-2005                                                             | Ponta Delgada                                                         | Portogallo                                                            | 2 – 0                                                                 | Egitto                                                                | Amichevole                                                            | -                                                                     | 60’ 80’                                                               |
| 4-9-2005                                                              | Il Cairo                                                              | Egitto                                                                | 4 – 1                                                                 | Benin                                                                 | Qual. Mondiali 2006                                                   | 1                                                                     | 75’                                                                   |
| 16-11-2005                                                            | Il Cairo                                                              | Egitto                                                                | 1 – 2                                                                 | Tunisia                                                               | Amichevole                                                            | 1                                                                     |                                                                       |
| 20-1-2006                                                             | Il Cairo                                                              | Egitto                                                                | 3 – 0                                                                 | Libia                                                                 | Coppa d'Africa 2006 - 1º turno                                        | 1                                                                     |                                                                       |
| 24-1-2006                                                             | Il Cairo                                                              | Egitto                                                                | 0 – 0                                                                 | Marocco                                                               | Coppa d'Africa 2006 - 1º turno                                        | -                                                                     | 79’                                                                   |
| 28-1-2006                                                             | Il Cairo                                                              | Egitto                                                                | 3 – 1                                                                 | Costa d'Avorio                                                        | Coppa d'Africa 2006 - 1º turno                                        | -                                                                     | 24’                                                                   |
| 7-2-2006                                                              | Il Cairo                                                              | Egitto                                                                | 2 – 1                                                                 | Senegal                                                               | Coppa d'Africa 2006 - Semifinale                                      | -                                                                     | 78’                                                                   |
| 2-9-2006                                                              | Il Cairo                                                              | Egitto                                                                | 4 – 1                                                                 | Burundi                                                               | Qual. Coppa d'Africa 2008                                             | -                                                                     |                                                                       |
| 7-10-2006                                                             | Gaborone                                                              | Botswana                                                              | 0 – 0                                                                 | Egitto                                                                | Qual. Coppa d'Africa 2008                                             | -                                                                     |                                                                       |
| 7-2-2007                                                              | Il Cairo                                                              | Egitto                                                                | 2 – 0                                                                 | Svezia                                                                | Amichevole                                                            | -                                                                     | 61’                                                                   |
| 9-9-2007                                                              | Bujumbura                                                             | Burundi                                                               | 0 – 0                                                                 | Egitto                                                                | Qual. Coppa d'Africa 2008                                             | -                                                                     |                                                                       |
| 20-8-2008                                                             | Khartum                                                               | Sudan                                                                 | 4 – 0                                                                 | Egitto                                                                | Amichevole                                                            | -                                                                     | 63’                                                                   |
| 7-9-2008                                                              | Kinshasa                                                              | RD del Congo                                                          | 0 – 1                                                                 | Egitto                                                                | Qual. Mondiali 2010                                                   | -                                                                     | 85’                                                                   |
| 29-3-2009                                                             | Il Cairo                                                              | Egitto                                                                | 1 – 1                                                                 | Zambia                                                                | Qual. Mondiali 2010                                                   | -                                                                     | 68’                                                                   |
| 29-12-2009                                                            | Il Cairo                                                              | Egitto                                                                | 1 – 1                                                                 | Malawi                                                                | Amichevole                                                            | -                                                                     | 46’                                                                   |
| Totale                                                                |                                                                       | Presenze                                                              | 51                                                                    |                                                                       | Reti (10º posto)                                                      | 20                                                                    |                                                                       |

### Statistiche da allenatore
Statistiche aggiornate al 21 febbraio 2023.
| Stagione          | Squadra           | Campionato        | Campionato | Campionato | Campionato | Campionato | Coppe nazionali | Coppe nazionali | Coppe nazionali | Coppe nazionali | Coppe nazionali | Coppe continentali | Coppe continentali | Coppe continentali | Coppe continentali | Coppe continentali | Altre coppe | Altre coppe | Altre coppe | Altre coppe | Altre coppe | Totale | Totale | Totale | Totale | % Vittorie | Piazzamento           |
| Stagione          | Squadra           | Comp              | G          | V          | N          | P          | Comp            | G               | V               | N               | P               | Comp               | G                  | V                  | N                  | P                  | Comp        | G           | V           | N           | P           | G      | V      | N      | P      | %          | Piazzamento           |
| ----------------- | ----------------- | ----------------- | ---------- | ---------- | ---------- | ---------- | --------------- | --------------- | --------------- | --------------- | --------------- | ------------------ | ------------------ | ------------------ | ------------------ | ------------------ | ----------- | ----------- | ----------- | ----------- | ----------- | ------ | ------ | ------ | ------ | ---------- | --------------------- |
| 2013-2014         | Zamalek           | PL                | 16+3       | 8+1        | 5          | 3+2        | CE              | 5               | 5               | 0               | 0               | CCL                | 10                 | 5                  | 3                  | 2                  | -           | -           | -           | -           | -           | 34     | 19     | 8      | 7      | 55,88      | 3º                    |
| 2015-2016         | Ismaily           | PL                | 7          | 4          | 1          | 2          | CE              | 2               | 1               | 0               | 1               | -                  | -                  | -                  | -                  | -                  | -           | -           | -           | -           | -           | 9      | 5      | 1      | 3      | 55,56      | dimiss.               |
| 2015-2016         | Zamalek           | PL                | 7          | 4          | 1          | 2          | CE              | 0               | 0               | 0               | 0               | CCL                | 0                  | 0                  | 0                  | 0                  | SE          | -           | -           | -           | -           | 7      | 4      | 1      | 2      | 57,14      | subentrato, esonerato |
| Totale Zamalek    | Totale Zamalek    | Totale Zamalek    | 26         | 13         | 6          | 7          |                 | 5               | 5               | 0               | 0               |                    | 10                 | 5                  | 3                  | 2                  |             | -           | -           | -           | -           | 41     | 23     | 9      | 9      | 56,10      |                       |
| 2016-2017         | Wadi Degla        | PL                | 26         | 6          | 9          | 11         | CE              | 3               | 2               | 0               | 1               | -                  | -                  | -                  | -                  | -                  | -           | -           | -           | -           | -           | 29     | 8      | 9      | 12     | 27,59      | subentrato, 12°       |
| 2017-2018         | Wadi Degla        | PL                | 12         | 1          | 5          | 6          | CE              | 1               | 1               | 0               | 0               | -                  | -                  | -                  | -                  | -                  | -           | -           | -           | -           | -           | 13     | 2      | 5      | 6      | 15,38      | dimiss.               |
| Totale Wadi Degla | Totale Wadi Degla | Totale Wadi Degla | 38         | 7          | 14         | 17         |                 | 4               | 3               | 0               | 1               |                    | -                  | -                  | -                  | -                  |             | -           | -           | -           | -           | 42     | 10     | 14     | 18     | 23,81      |                       |
| 2018-2019         | Al-Wahda          | SPL               | 11         | 4          | 3          | 4          | KCC             | 2               | 2               | 0               | 0               | -                  | -                  | -                  | -                  | -                  | -           | -           | -           | -           | -           | 13     | 6      | 3      | 4      | 46,15      | subentrato, esonerato |
| 2019-2020         | Misr Lel Makasa   | PL                | 14         | 2          | 5          | 7          | CE              | 2               | 1               | 0               | 1               | -                  | -                  | -                  | -                  | -                  | -           | -           | -           | -           | -           | 16     | 3      | 5      | 8      | 18,75      | esonerato             |
| 2022-2023         | Ismaily           | PL                | 9          | 1          | 5          | 3          | CE              | 0               | 0               | 0               | 0               | -                  | -                  | -                  | -                  | -                  | -           | -           | -           | -           | -           | 9      | 1      | 5      | 3      | 11,11      | subentrato, esonerato |
| Totale Ismaily    | Totale Ismaily    | Totale Ismaily    | 16         | 5          | 6          | 5          |                 | 2               | 1               | 0               | 1               |                    | -                  | -                  | -                  | -                  |             | -           | -           | -           | -           | 18     | 6      | 6      | 6      | 33,33      |                       |
| Totale carriera   | Totale carriera   | Totale carriera   | 105        | 31         | 34         | 40         |                 | 15              | 12              | 0               | 3               |                    | 10                 | 5                  | 3                  | 2                  |             | -           | -           | -           | -           | 130    | 48     | 37     | 45     | 36,92      |                       |

### Record

#### Con la nazionale egiziana
- Calciatore più giovane (17 anni, 10 mesi e 48 giorni) ad aver esordito in nazionale.

#### Da allenatore
- Tecnico più giovane (30 anni, 10 mesi e 33 giorni) alla guida di una squadra egiziana.
- Tecnico più giovane (31 anni, 4 mesi e 24 giorni) a vincere la Coppa d'Egitto.

## Palmarès

### Giocatore

#### Club

##### Competizioni nazionali
- Campionato olandese: 1

Ajax: 2001-2002
- Coppa dei Paesi Bassi: 1

Ajax: 2001-2002
- Supercoppa dei Paesi Bassi: 1

Ajax: 2002

#### Competizioni internazionali
- Coppa delle Coppe d'Africa: 1

Zamalek: 2000

#### Nazionale
- Coppa d'Africa: 1

2006

### Allenatore

#### Club

##### Competizioni nazionali
- Coppa d'Egitto: 1

Zamalek: 2013-2014